# Wiry (województwo zachodniopomorskie)
Wiry – mała kolonia w Polsce położona w województwie zachodniopomorskim, w powiecie stargardzkim, w gminie Stara Dąbrowa, 8 km na północny wschód od Starej Dąbrowy (siedziby gminy) i 20 km na północny wschód od Stargardu (siedziby powiatu).
W latach 1975–1998 miejscowość położona była w województwie szczecińskim.